# Лесной (Кунашакский район)
Лесной — посёлок в Кунашакском районе Челябинской области. Входит в состав Кунашакского сельского поселения.

## География
Расположен в юго-восточной части района. Расстояние до районного центра, Кунашака, 5 км.

## Население
| 2002 | 2010 |
| ---- | ---- |
| 406  | ↗428 |

(в 1970 — 297, в 1983 — 323, в 1995 — 361)

## Улицы
- Ключевая улица
- Молодежная улица
- Садовая улица
- Цветочная улица
- Центральная улица